# 毛叶香茶菜
毛叶香茶菜（学名：Isodon japonicus）为唇形科香茶菜属下的一个种。也称猛一撒、山苏子、四棱杆、蓝萼香茶菜。